# Cvrtkovci
Cvrtkovci (cyr. Цвртковци) – wieś w Bośni i Hercegowinie, w Republice Serbskiej, w gminie Stanari. W 2013 roku liczyła 581 mieszkańców.